# Hugues Ghiglia
Hugues Ghiglia est un dessinateur, illustrateur et affichiste français. 

## Biographie
Bien que peu connu du grand public, il a traversé l'histoire de l'illustration des Trente Glorieuses, que ce soit en tant que dessinateur de bande dessinée, affichiste ou illustrateur pour la presse et la publicité. Il a collaboré notamment avec les journaux Bonnes Soirées et Jours de France, dont il fut un pilier, et pour l'eau minérale Vittel dont il a conçu de nombreuses affiches. 

## Publications

### Presse
- Depuis 1946 : illustrations et bandes dessinées dans Atout cœur, La Vie heureuse, Bonnes Soirées, Jours de France, Ici Paris, La Croix, France-Soir, Intimité, 24 heures... sur des textes ou des scénarios souvent anonymes[1]. Parmi les auteurs qu'il a illustré, on relève André Billy et Jean-Michel Charlier[2].

### Bandes dessinées, livres illustrés, couvertures
- La Mansarde des jours heureux, Alain Montaigne, collection La Frégate, no 92, Maison de la Bonne Presse, 1954
- L'Oublieux, Paul Cervières, Collection La Frégate, no 93, Maison de la Bonne Presse, 1954.
- Bernadette, messagère de la vierge (scénario Joseph Belleney). Ed. Bonne Presse, 1954[3]
- Sous le casse tête des cannibales (scénario Geneviève de Corbie). Ed. Bonne Presse, 1954[4]
- La grande Martinette par P. Hugonnard, collection La Frégate, no 111, Maison de la Bonne Presse, 1955
- N'importe où par Saint-Bray, collection La Frégate, no 112, Maison de la Bonne Presse, 1955
- Le doute est mon péché par Jean Maurinay, collection La Frégate, no 114, Maison de la Bonne Presse, 1956
- Les captives du Banel, Alberte Sadouillet, collection La Frégate, no 115, Maison de la Bonne Presse, 1956
- La fin du roman par M. Gimeux, collection La Frégate, no 116, Maison de la Bonne Presse, 1956
- Mélanie Delas par Gil Reicher, collection La Frégate, no 117, Maison de la Bonne Presse, 1956
- L'amour était sur l'autre rive, Michelle Sapec, collection La Frégate, no 120, Maison de la Bonne Presse, 1956
- L'auberge des Lices par Roger Flouriot, collection La Frégate, no 121, Maison de la Bonne Presse, 1956
- Vers la terre enchantée par Paule Antoine, collection La Frégate, no 122, Maison de la Bonne Presse, 1956
- L'enveloppe vert pâle par Henriette Robitaillie, Collection La Frégate, no 125, Maison de la Bonne Presse, 1957
- Trois filles et un secret (texte de René Guillot). Hachette, 1963
- Plic et Ploc. Parution hebdomadaire dans Jours de France. 1970.
- Le Petit Poucet (texte de Charles Perrault). Ed. Piccoli, 1979

### Publicités
- 1958—1962 : campagnes d'affiches pour Vittel et Vittel Délices
- Ghiglia a travaillé pour de nombreuses autres marques de la même époque, telles que Yacco, la lessive Spic, les machines à laver Lincoln' les parfums L.T. Pivert, la lingerie Le Bourget, etc.

### Affiches de cinéma
- 1947 : Le Mariage de Ramuntcho, film français de Max de Vaucorbeil[5]